# 1-Naftolftaleína
A 1-naftolftaleína ou alfa-naftolftaleína (abreviada como ANP, do inglês alpha-naphtholphthalein)  é um indicador de pH.
A temperatura ambiente se apresenta como um sólido marrom de odor característico.
Sua síntese é descrita por Emil Alphonse Werner em 1918.
É utilizado em método de determinação de hidrólise de gorduras.
É utilizada em sensores ópticos de dióxido de carbono baseados em sua absorção e mudança de cor do indicador impregnando poli(isobutil metacrilato) (poliIBM).